# 齐继慧
齐继慧（1954年5月—），辽宁锦州人。中国共产党党员。中共辽宁省委党校在职研究生学历。历任中共锦州市委常委、组织部长、市委副书记，丹东市委副书记，盘锦市委副书记等职。2010年12月出任中共阜新市委副书记、代市长，次年1月正式当选。2013年当选阜新市人大常委会主任。